# Duguetia tenuis
Duguetia tenuis är en kirimojaväxtart som beskrevs av Robert Elias Fries. Duguetia tenuis ingår i släktet Duguetia och familjen kirimojaväxter. Inga underarter finns listade i Catalogue of Life.